# Saint-Vaast-d’Équiqueville
Saint-Vaast-d’Équiqueville ist eine  Gemeinde mit 753 Einwohnern (Stand: 1. Januar 2022) im französischen Département Seine-Maritime in der Region Normandie (vor 2016 Haute-Normandie). Sie gehört zum Arrondissement Dieppe und zum Kanton Dieppe-2 (bis 2015 Kanton Envermeu). Die Einwohner werden Équiquevillais genannt.

## Geographie
Saint-Vaast-d’Équiqueville liegt etwa 16 Kilometer südöstlich von Dieppe am Béthune. Umgeben wird Saint-Vaast-d’Équiqueville von den Nachbargemeinden Saint-Jacques-d’Aliermont im Norden, Notre-Dame-d’Aliermont im Nordosten, Osmoy-Saint-Valery im Osten und Südosten, Ricarville-du-Val im Süden und Südosten, Les Grandes-Ventes im Südwesten sowie Freulleville im Westen und Nordwesten.

## Bevölkerungsentwicklung
| Jahr                      | 1962 | 1968 | 1975 | 1982 | 1990 | 1999 | 2006 | 2013 |
| Einwohner                 | 632  | 648  | 552  | 567  | 586  | 562  | 600  | 724  |
| Quelle: Cassini und INSEE |      |      |      |      |      |      |      |      |

## Sehenswürdigkeiten
- Kirche Saint-Vaast aus dem 13. Jahrhundert

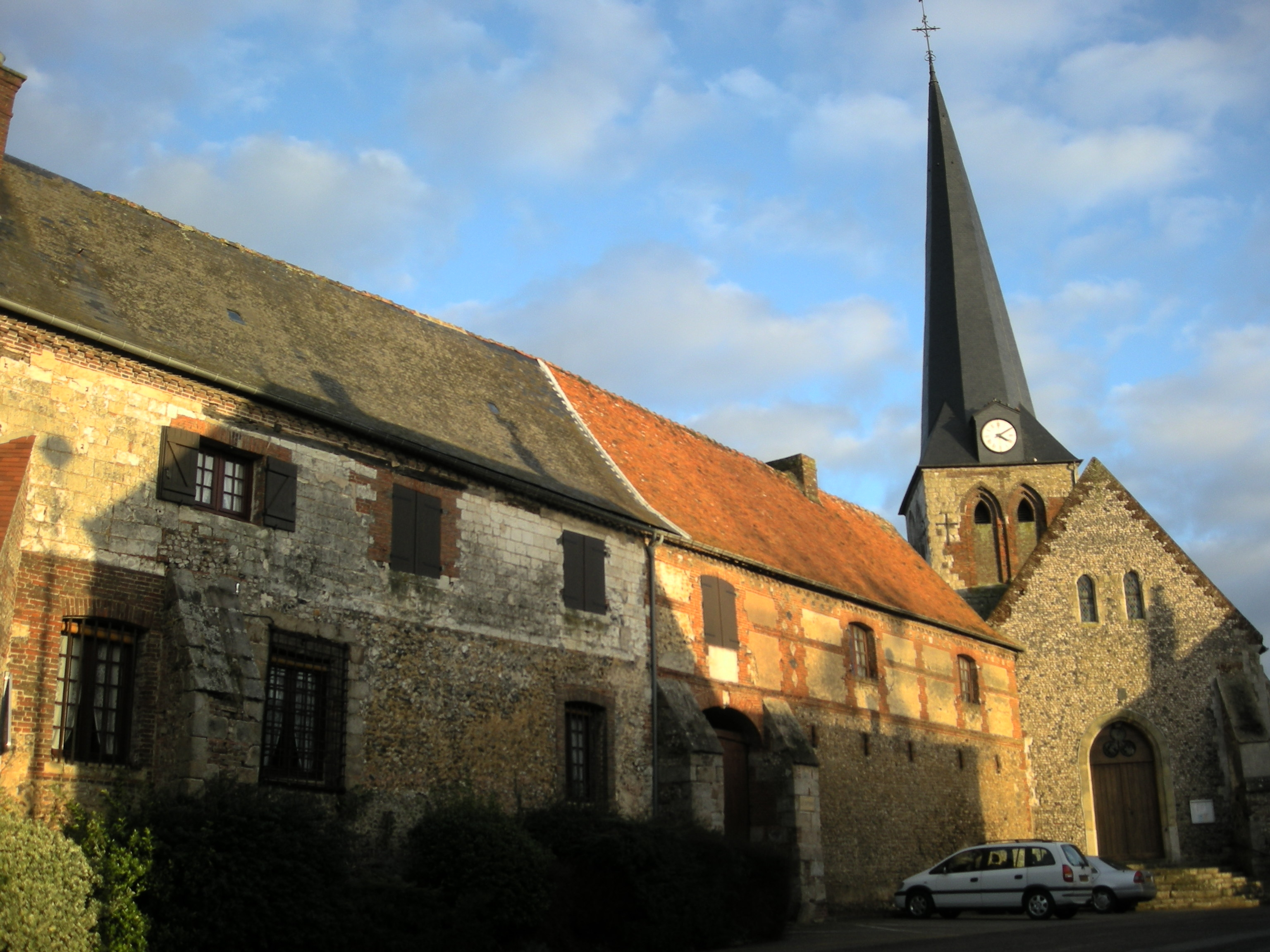
Kirche Saint-Vaast